# كالوم مور
كالوم مور (بالإنجليزية: Callum Moore)‏ هو لاعب كرة قدم بريطاني، ولد في 22 مارس 2000. لعب مع نادي دندي.

## وصلات خارجية
- كالوم مور على موقع قاعدة بيانات كرة القدم.إي يو (الإنجليزية)
- كالوم مور على موقع Soccerbase.com (لاعب) (الإنجليزية)
- كالوم مور على موقع Soccerway.com (الإنجليزية)